# Campodorus kukakensis
Campodorus kukakensis är en stekelart som först beskrevs av William Harris Ashmead 1902.  Campodorus kukakensis ingår i släktet Campodorus och familjen brokparasitsteklar. Inga underarter finns listade.